# Claude Audran III
Claude Audran III, född 5 augusti 1658, död 27 maj 1734, var en fransk konstnär.
Audran föddes i en konstnärsfamilj från Lyon. Han var en dekoratör och utförde gobelänger. Hans stil kännetecknas av bland annat arabeska och groteska inslag. Audran är representerad vid bland annat Nationalmuseum.